# Gizałki-Las
Gizałki-Las – kolonia w Polsce położona w województwie wielkopolskim, w powiecie pleszewskim, w gminie Gizałki. Miejscowość wchodzi w skład sołectwa Wierzchy.
W latach 1975–1998 miejscowość administracyjnie należała do województwa kaliskiego.